# Law Years: The Music of Ornette Coleman
Law Years: The Music of Ornette Coleman (Untertitel: Live at the Bird’s Eye Jazz Club) ist ein Jazzalbum von Miguel Zenón, Ariel Bringuez, Demian Cabaud und Jordi Rossy. Die im Mai 2019 im Baseler Bird’s Eye Jazz Club entstandenen Aufnahmen erschienen am 12. März 2021 auf dem Label Miel Music als Download auf der Plattform Bandcamp, zur Feier des 91. Geburtstags von Ornette Coleman.

## Hintergrund
Die Aufnahmen wurden im Mai 2019 zum Abschluss eines Engagements im Bird’s Eye Jazz Club in Basel mitgeschnitten und präsentieren den Saxophonisten Miguel Zenón mit einem internationalen Quartett, bestehend aus dem kubanischen Tenorsaxophonisten Ariel Bringuez, dem argentinischen Bassisten Demian Cabaud und dem katalanischen Schlagzeuger Jordi Rossy. Obwohl die Musiker bereits Verbindungen zu Zenón hatten, spielten sie nie zuvor in dieser speziellen Besetzung zusammen. Coleman ist seit langem einer der musikalischen Helden von Zenón. Als er Ornette Colemans Musik zum ersten Mal hörte, war Zenón noch im Teenageralter und lebte noch in Puerto Rico. „Ich stand einfach da, fasziniert und geschockt, um es herauszufinden“, sagte Zenon, zu diesem frühen Hörerfahrungen. „Es war ganz anders als alles, was ich zuvor gehört hatte. Dort gibt es Freiheit und viel davon. Es gibt aber auch ein tiefes Gefühl für Zusammenhalt und Struktur. Und vor allem Melodie: schöne und inspirierte Melodielinien, die allen Beteiligten als Sprungbrett dienen.“
Das erste Stück des Mitschnitts, „The Tribes of New York“, ist eine Coleman-Komposition von dessen LP This Is Our Music, aufgenommen im Juli 1960 mit Don Cherry, Charlie Haden und Ed Blackwell. „Free“ war ein Titel vom Album The Fabulous Paul Bley Quintet, an dem Coleman 1958 beteiligt war; „Law Years“ und „Broken Shadows“ stammen von Colemans 1971 entstandenen Columbia-Album Broken Shadows.  „Giggin’“ nahm der Saxophonist 1959 mit Don Cherry, Percy Heath und Shelly Manne für die Contemporary-LP Tomorrow Is the Question! auf. „Dee Dee“ stammt von At the Golden Circle, Stockholm, Volume 2, der bei Blue Note Records erschien. „Toy Dance“ nahm Coleman 1968 für das Blue-Note-Album New York Is Now !/Love Call mit Dewey Redman, Jimmy Garrison und Elvin Jones auf; „Street Woman“ ist ein Titel von der Columbia-LP Science Fiction (1972).

## Titelliste
- Miguel Zenón, Ariel Bringuez, Demian Cabaud & Jordi Rossy: Law Years: The Music of Ornette Coleman

1. The Tribes of New York
2. Free
3. Law Years
4. Giggin'
5. Broken Shadows
6. Dee Dee
7. Toy Dance / Street Woman

Alle Kompositionen stammen von Ornette Coleman.

## Rezeption
Aaron Ginsburg (NYS Music) schrieb: Die Darbietungen zeigten bemerkenswerte Synergien und Intensität. Ein Konzert mit ausschließlich Ornette Coleman-Musik zu spielen, habe sich als magisch, aufregend erwiesen, und bittersüßer, als das Quartett ahnte. Jedes Mitglied des Quartetts sei ein Jazzmeister für sich, und sein Fachwissen zeige sich deutlich in diesen Live-Auftritten.

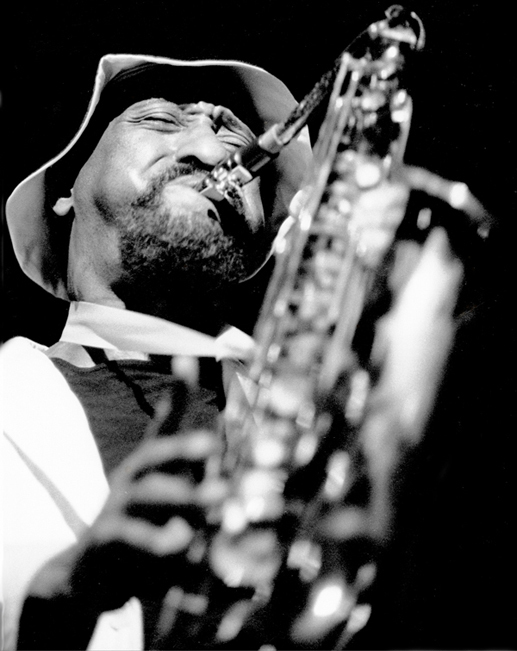
Sonny Rollins (1982). Fotografie von Brian McMillen

Nach Ansicht von Jon Turney (London Jazz News) gebe es sechzig Jahre nach dem ersten Aufruhr im Jazz es Generationen von Improvisatoren, für die Colemans Musik einfach immer da war. Das Coleman-Programm zu spielen, sei eine gute Entscheidung der Band um Zenón gewesen, so der Autor; die Ergebnisse seien die bestmögliche Hommage an ihre Inspiration. Sie hätten vertraute Melodien aus den früheren Phasen von Ornette Colemans Karriere (bis zu den Sessions von 1971) genommen und sich gegenseitig inspiriert, die Hölle aus ihnen herauszuspielen. Die beiden Bläser und das Rhythmus-Line-Up würden zu den klassischen Coleman-Quartetten [dieser Zeit] passen, aber Zenón und Bringuez belebten den Sound, indem sie bei den meisten Melodien miteinander verflochtene Linien spielten. Letzterer erinnere manchmal an Sonny Rollins, als er sich am direktesten mit Colemans Ansatz befasste – wie auf den Village Gate-Aufnahmen mit Don Cherry von 1962 enthalten – falle aber nachdrücklich nicht in die ziellosen Ausfüllungen, auf die Sonny Rollins zeitweise reduziert wurde als ihn die motivische Inspiration verlassen habe. Zenón, auf dem Altsaxophon, halte dem Vergleich mit dem Urheber [Coleman] gut stand. Viele Bezüge auf Ornette Coleman zeigten, dass es eine große Herausforderung sei, den Meister zu emulieren, ohne ihn zu imitieren, aber er verhalte sich mit Gelassenheit dazu. Es gibt nicht zu viele offensichtlich abgeleitete Licks und er verwende mehr Bop-Patterns, aber der Geist, der diese Melodien animierte – mal lebhaft und federnd, mal sehnsüchtig und alle Punkte dazwischen – werde erfolgreich beschworen, wie es nur wenige andere könnten.